# Советская цивилизация
«Сове́тская цивилиза́ция» — книга российского политолога и публициста С. Г. Кара-Мурзы, его магнум опус. Впервые вышла в 2001 году в издательстве «Алгоритм» в двух томах («Советская цивилизация: от начала до Великой Победы» и «Советская цивилизация: от Великой Победы до наших дней»), позднее неоднократно переиздавалась. Философские размышления в книге чередуются подробными историческими фактами, полемическими выпадами против оппонентов и биографическими экскурсами (про стиляг, целину и поездку на Кубу). Книга "пронизана сильными антизападными настроениями и горечью по поводу краха «советского [социального] строя»", который, как полагал автор, имел свои корни в русской культуре. Кара-Мурза также призвал к переоценке советского периода в терминах Броделя. Причины поражения советской цивилизации он видит "на самом важном фронте: в подлинно духовной сфере - в общественном сознании", - отмечает д-р Kateryna Novikova.

## Содержание

### Зарождение советского проекта
Кара-Мурза считает, что Февральская революция была «революцией западников», проект «левых либеральных партий, предполагающий построение в России государства западного типа с рыночной экономикой». Запад ассоциируется с «идолом прогресса» и «культом Разума». Представителями февральского проекта были Керенский, Деникин и Колчак. Альтернативу ему составил «красный проект» Ленина. Сравнение двух революционных проектов выразилось в Гражданской войне. Кара-Мурза отмечает, что «аппарат государства царской России в основном был сломан Февралём». Моральный авторитет царизм, по его мнению, утратил ещё раньше в ходе Кровавого воскресенья. Вместе с тем, Кара-Мурза полагает, что отказ власти от насилия приводит к Смуте (он проводит параллель между Фёдором Иоанновичем и Михаилом Горбачёвым).
Задача «советского проекта» заключалась в «обуздании» революции, подавлении внутреннего «гунна» (бунта, мелкобуржуазной стихии) и реставрации Российской империи. Кара-Мурза подчёркивает, что большевики последовательно выступали за целостность государства, борясь с любыми проявлениями сепаратизма. Красная армия воспринималась как сила, восстанавливающая государственность и суверенитет России. Конфликт Советского государства с церковью Кара-Мурза считает результатом сосуществования на равных двух «носителей истины», причём политика отделения церкви от государства оценивается им положительно, как освобождение от бюрократизма.

### Сущность советской цивилизации
По мнению автора, особенностью советского проекта стал тот факт, что Россия на момент революции представляла собой крестьянскую страну, в основе которой лежала традиционная община. Индустриализация привела к «переносу общины из села на промышленное предприятие». Поэтому советский комбинат превращался в общину с «заводской столовой», «детскими лагерями» и «подсобным хозяйством».
Советский человек объявляется носителем религиозного начала, поскольку Родина для него обладает священным смыслом, перед мертвыми он чувствует долг, а индустриализация оборачивается подвижничеством (стахановское движение). Сами Советы Кара-Мурза называет «типом соборной власти», продолжающим традиции российской государственности (земские соборы XVI—XVII веков). В Советах голосование превращается в ритуал согласия, причём носителями голоса являются не отдельные люди, а коллективы. Первоначальную анархию Советов уравновешивала партия нового типа, напоминающая рыцарский орден.
Ключевыми моментами советской идеологии автор называет: справедливость, всеединство, нестяжательство, общинность, эсхатологизм. Символ Революции означал «путь, ведущий к утраченному раю». Кара-Мурза особенно подчёркивает роль Пушкина и народных сказок в воспитании советского человека. Также советская цивилизация преодолела нигилистическое отношение к семье и впитала элементы доктрины евразийства. Кара-Мурза полагает, что десталинизация «нанесла мощный удар по фундаменту советского государства».
Кара-Мурза антропологически противопоставляет «соборную личность» (органическая часть «симфонии») советского человека западному атомарному индивидууму. Соответственно, и народ автор рассматривает не как совокупность людей, а как «надличностную общность, обладающей исторической памятью и коллективным сознанием». Западное гражданское общество объединено общей пользой, а советское общество традиционно и идеократично, имея в приоритете ценностное ядро во главе с идеалом справедливости. Традиционное общество порождает патерналистское государство, образованное по принципу патриархальной семьи. Фашизм Кара-Мурза считает порождением гражданского общества, которое вознамерилось освободить жизненное пространство ради общей пользы.

### Крах советизма
Кара-Мурза признает наличие в советском государстве аристократии в лице академиков и генералов. К таковым автор относит маршала Александра Василевского и академика Сергея Королёва. Однако впоследствии именно «выродившаяся» к 1980-м годам советская элита-номенклатура сыграла свою роль в гибели советского государства: «национальная измена советской номенклатуры была потрясающе единодушной».
Другими факторами поражения СССР стали диссиденты (интеллигенция) и холодная война, соединение чего осуществилось посредством радио «Голос Америки». Другим организационным элементом диссидентского движения 1970-х годов стал самиздат, окружённый ореолом «запретного плода». Духовными вождями советской интеллигенции в были Булат Окуджава, Андрей Сахаров, Александр Солженицын и Игорь Шафаревич. Ключевым словом антисоветского дискурса была «уравниловка», которая, по мнению Кара-Мурзы, критиковалась с позиции евроцентристского социал-дарвинизма восходящего к лозунгу «великого философа запада» Томаса Гоббса о «войне всех против всех».
Деструктивную роль сыграл распад советской системы на подсистемы, что выразилось в понятии «ведомственность» и в «местничестве». Также удар по советской цивилизации нанесла урбанизация, когда крестьянская масса утратила сакральную связь с почвой. Неотъемлемой чертой городской жизни является стресс, утоление которого связано с «синдромом кафетерия» («вещизм», ложные потребности, индустрия образов и виртуальная реальность).
Описывая современные реалии, Кара-Мурза критически оценивает роль «продажной художественной интеллигенции» и «наркотического телевидения», которые осуществляют проект построения «периферийного капитализма» в рамках мондиализма. Центром нового мирового порядка является «раса избранных» — золотой миллиард — во главе с мировым правительством. Инструментом господства становятся средства массовой информации, которые осуществляют манипуляцию сознанием с помощью зрительных образов, слухов и провокаций. В современном западном мире классовое сознание формируется с помощью двух типов школ: элитарных и массовых. Вывод Кара-Мурзы следующий: «Россия в результате „реформ“ лишь нищает и деградирует», широкое распространение получают «тоска и апатия».

## Отзывы
Газета «Завтра» отмечала: «Эту книгу можно было бы назвать „учебником“, „энциклопедией“ или даже „библией“ „советизма“ как уникальной формы цивилизационной общности. В ней автор объединил и творчески переосмыслил основные моменты практически всех своих более ранних работ, посвященных „советской цивилизации“» (это "своеобразная библия «советизма» как уникальной формы общинной цивилизации", - приводит данный отзыв доктор Kateryna Novikova). Российский экономико-географ Г. А. Агранат писал: «Хорошее впечатление оставляет двухтомная монография о советской цивилизации С. Г. Кара-Мурзы».
"Фундаментальной работой" называл ее Константин Эрвантович Кеворкян.
По мнению же М. И. Веллера о труде «Советская цивилизация. От Великой Победы до наших дней»: "Мы имеем характернейший образец перехода политических убеждений в шизофрению и обратно. Лично мне не доводилось еще держать в руках ни одной книги, где ложью была бы каждая страница".

## Прочие факты
Сам С. Г. Кара-Мурза полагал эту книгу своей лучшей работой.
Существует версия, что в данном труде автор ввел словосочетание "Русский крест", закрепившееся как термин в демографии, описывающее пересечение кривых растущей смертности и падающей рождаемости, наблюдавшееся, в частности, в России в 1990-е годы.